# Мангуп (пам'ятка природи)
Мангу́п — комплексна пам'ятка природи національного значення, що знаходиться у Кримських горах на теренах Бахчисарайського району АР Крим. Створено відповідно до Постанови Кабінету міністрів УРСР від 14 жовтня 1975 року за № 780 шляхом реорганізації пам'ятки природи місцевого значення, затвердженої 1964 року.

## Загальні відомості
Землекористувач території пам'ятки є Бахчисарайський державний історико-культурний заповідник. Пам'ятка площею 90 гектарів розташована на теренах гори-останця Баба-Даг (Батько-Гора). Плато поверх гори розташоване на висоті близько 250 м відносно навколишніх долин і 583 м над рівнем моря. Пам'ятка розміщена біля села Ходжа Сала. Пам'ятка відноситься до III категорії МСОП.

## Історія
На плато поселення таврів виникло до нашої ери. У III—V ст. тут рятувались алани, сармати від готів, гунів. Плато лежало на важливому шляху від узбережжя в глиб півострова. У 2-й половині V ст. поселення здобули візантійці. У цей час поселення на мисі Тешклі-Бурун відгородили оборонною стіною. З VII ст. згадують місто Дорос, що було столицею князівства Дорі. У 80-х роках VIII ст. місто захопили хозари, вигнані повстанцями під керівництвом єпископа св. Іоанна Готського. Та Хозарський каганат знову відбив місто, яке отримало назву Мангуп. Мовознавець академік Трубачов О. М. виводив цю назву з індоєвропейської мови як «мати гір материнська гора». Оскільки назва була вперше вжита у хозарському документі Х ст., то за іншою гіпотезою назва має тюркське походження.
На Х ст. Мангуп знову відбили візантійці. На плато з XIV ст. розміщувалась столиця князівства готів Феодоро, печерне місто Феодоро, що було найбільшим за площею містом Криму. Мангупські князі походили з вірменського роду Гаврасів з Трапезунду, що були споріднені з імператорами Візантії Палеологами. Князівство Федоро простягалось на узбережжі від Алушти до Балаклави. Місто було неприступним завдяки прямовисним схилам по периметру плато. Лише з півночі доступ йшов по ярах, які перегороджували оборонні стіни. Місто витримало облогу темника Ногая, званого Залізним псом 1299, хана Едигея (1390-і роки), який захопив частину князівства. Незабаром було спустошене Тамерланом. У XIII ст. появились генуезці, котрі заснували факторії на узбережжі. Втративши Балаклаву, володарі Мангупу заклали фортецю-порт Каламіта. Після смерті князя Ісаака 1475 з Молдавії прибув його син Олександр, але незабаром 31 травня приплив османський флот на чолі з Гедик Ахмед-пашею. За шість місяців облоги османи втратили 7.000 яничар. За однією версією через голод Мангуп здався, а за іншою був захоплений внаслідок хитрощів. Місто було пограбоване і спалене. Вцілілих міщан османи забрали в рабство. Турки відбудували фортецю Мангу́п-Кале́, і залишили в нїй гарнізон. При периметрі плато у 6.600 м довжина оборонних мурів складала 1500 м. Мануп-Кале було центром кадилику еялету з центром у Кафі. Османський гарнізон покинув Мангуп 1774. Після анексії Кримського ханства Російською імперією 1783 мешканців змусили покинути неприступний Мангуп, побоюючись нових повстань татар. Напередодні християнське населення Криму було переселене на місце козацьких паланок в район сьогоднішнього Маріуполя. Збереглась цитадель міста, руїни фортифікацій, печерні церкви, печери-каземати. Від палацу князів Магупа, церкви Св. Костянтина і Олени збереглись рештки фундаментів. Зберігся цвинтар караїмів, які останніми покинули ці терени 1792.

## Опис

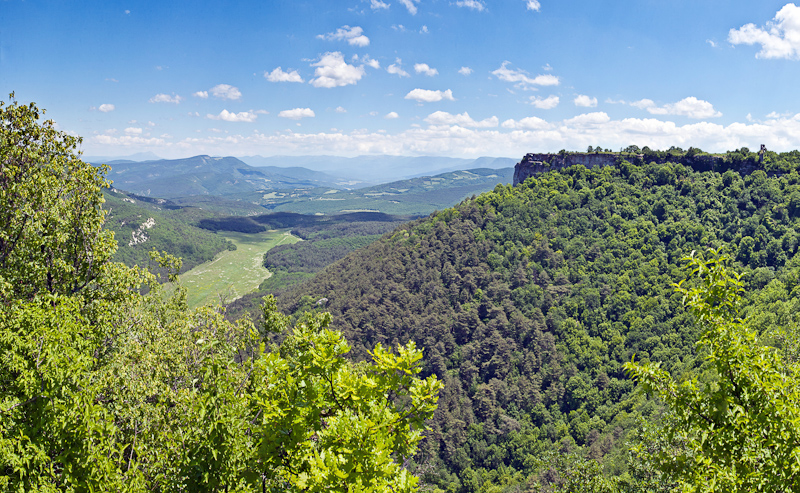
Вид на мис Тешклі-Буру́н

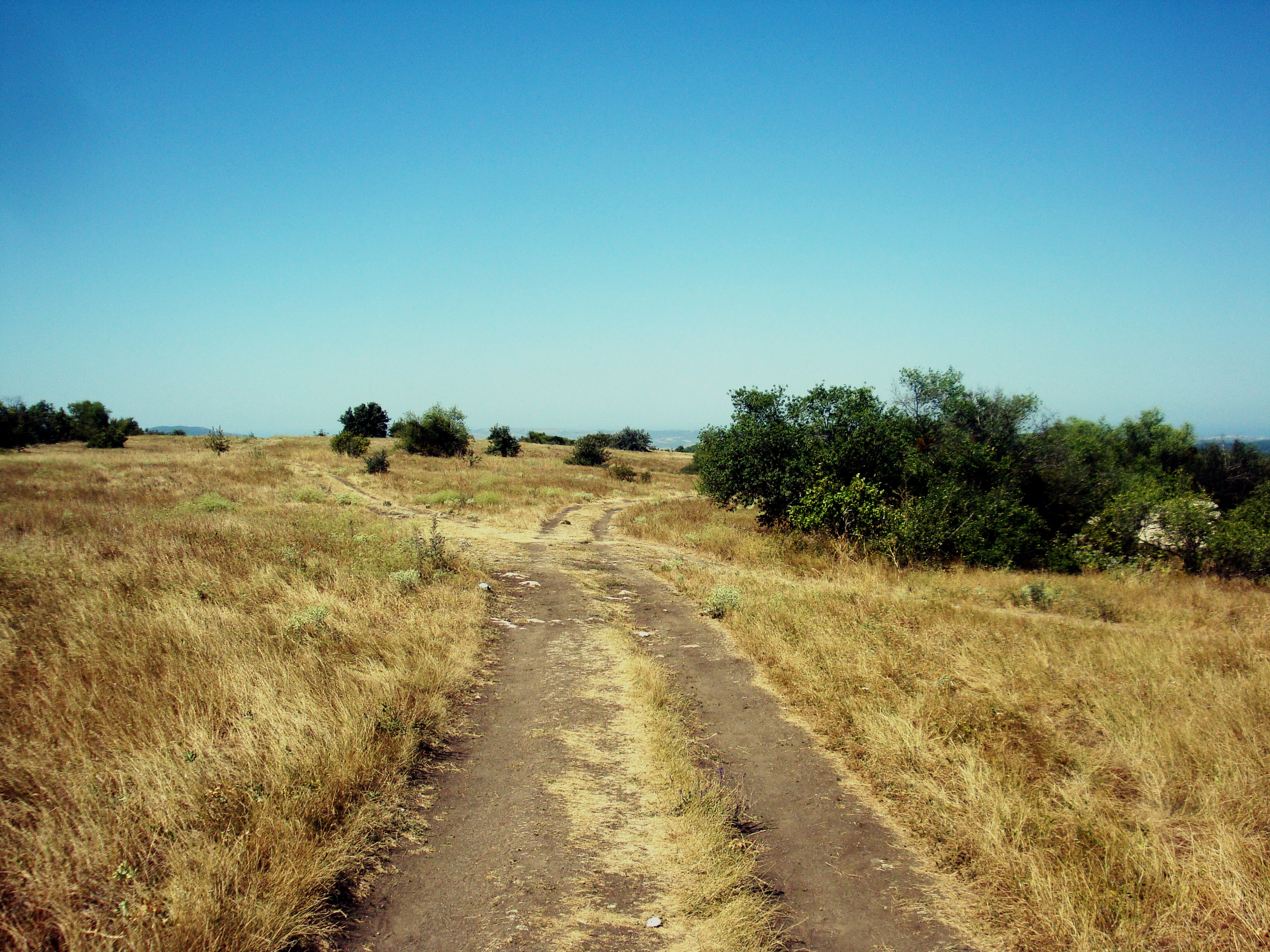
Плато Мангуп

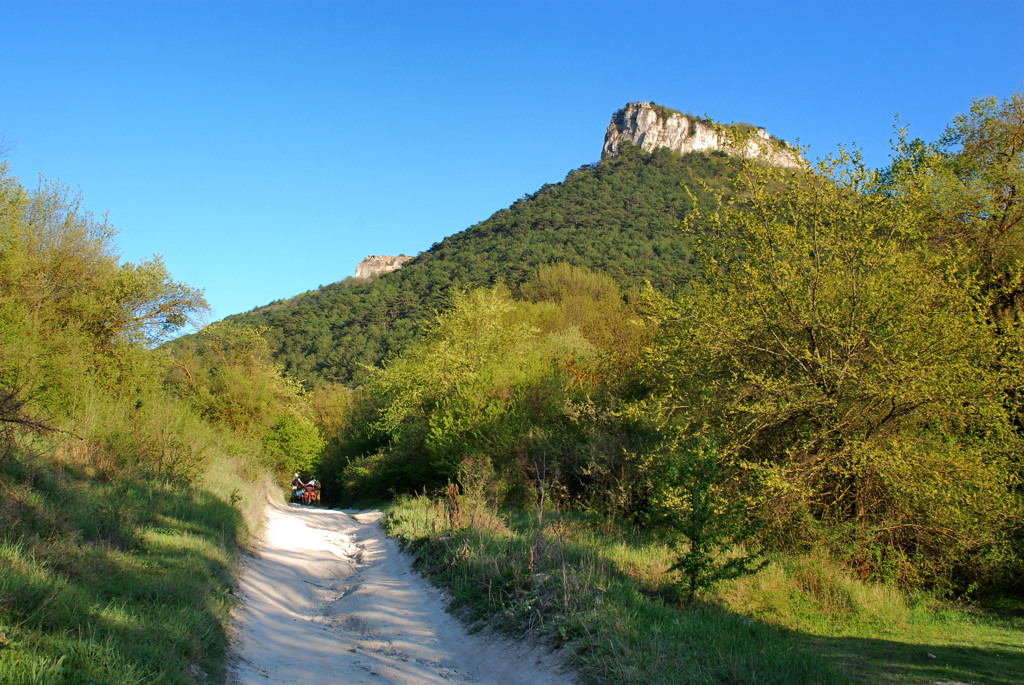
Гора-останець Мангуп

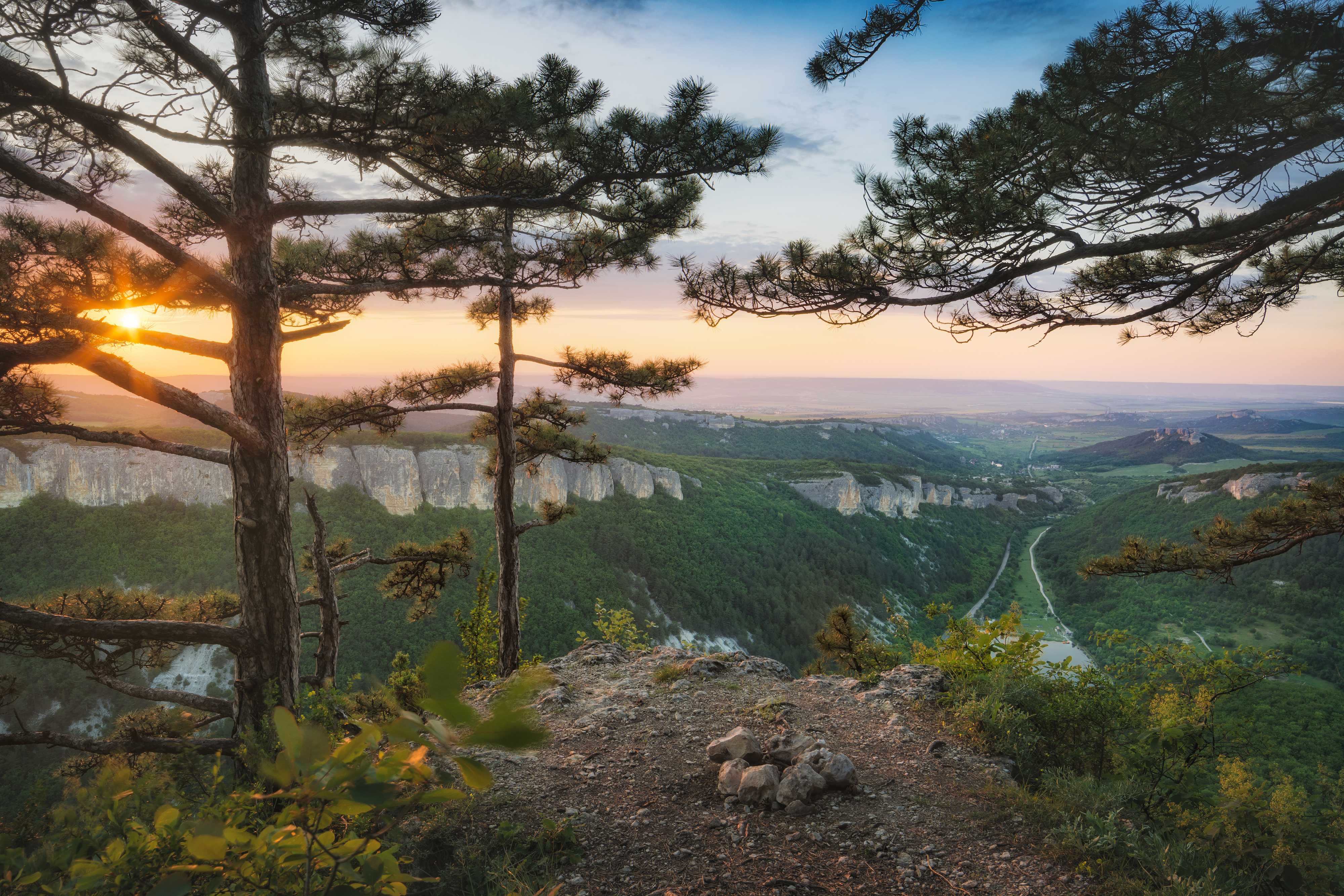
Захід сонця на Мангупі

Мангупське плато обмежене прямовисними кручами, що утворились завдяки процесу водної ерозії, яка відбувалася у прокладеному глибокою тріщиною розколі у крейдяних вапняках і мергелях куести Внутрішньої гряди Кримських гір. Плато є унікальним окремим ізольованим ерозійним останцем столового гірського вапнякового масиву з низькогірним рельєфом з оригінальною морфологією і геолого-літологічними особливостями. Його сформували верхньокрейдяні і нижньопалеогенові осадочні породи, стратиграфія яких має важливе наукове значення. Верхня частина плато складається з шарів палеогену, палеоцену з данських і інкерманських вапняків потужністю відповідно 40-60 метрів та 10-20 метрів. Нижче йде верхньокрейдяний ярус потужністю 120 метрів маастриських світлих дрібнозернистих вапняних пісковиків, світло-сірих пісковиків та білих мергелів. В основі лежать верхньокрейдяні шари потужністю більше 130 метрів коньякських, сантонських, кампанських ярусів з світло-сірих мергелів, світлих вапняків, зеленуватих глин, покриті білими крейдоподібними мергелями. Ці шари покриті глинами, а схили складаються з суглинків, глини, піску, щебеню. Поверхня плато має нахил 5°-10° у північно-західному напрямку. Розмір останця 1,8 км × 1,0 км. З найвищої південної частини плато заввишки 628,3 м на багато кілометрів проглядаються околиці вздовж хребтів до Ай-Петринської яйли Кримських гір і акваторії Чорного моря.
Плато Мангуп розміщено поряд із долинами Джан-Дере, Адим-Чократською, Каралезькою, Ай-Тодорською. По периметру плато простягаються майже прямовисні скелясті урвища, прикриті в основі крутими схилами з продуктів денудаційних руйнування скель плато. З південної сторони останець має напівкруглу форму з урвищами висотою 40-75 метрів. Внаслідок ерозії із північної сторони плато утворились чотири миси, що далеко виступають за вперед в основного об'єму плато і є дещо нижчими за нього. На мисах висота урвищ становить до 20 м. Із заходу на схід розміщені миси: найбільший Чамни-Буру́н (Сосновий мис), найменший Еллі-Буру́н (Вітряний мис), Чуфу́т-Чеарга́н-Буру́н (мис Виклику юдеїв чи караїмів), Тешклі-Буру́н (Дірявий мис). Припускають, що з мису Чуфу́т-Чеарга́н-Буру́н кликали до роботи мешканців села караїми, котрі займались обробкою шкір — кушнірством. Назва Тешклі-Буру́н виникла через значну кількість карстових порожнин і обвалу однієї з них, що змінило рельєф мису. Біля краю мису утворилась наскрізна порожнина, яка дала йому назву Дірявого. З неї хід веде до печери-в'язниці з центральним опорним стовпом. Від удару по стовпі йде відлуння, що віддалено нагадує звук барабану. Від цього печерний комплекс носить назву «Барабан-Коба». Тут також розміщувалась скарбниця, монастир.
Поміж мисами внаслідок ерозії схилів виникли широкі яри Капу-Дере (яр брами), Гамам-Дере (яр Лазневий), Табана-Дере (яр Кушнірський), причому у двох перших зсуви в основі мисів сформували круті підйоми з долини на плато. З Ай-Тодорської долини попід Дірявим мисом вирубана у скелі дорога вела до Капу-Дере, де була головна брама міста. Великий грот поряд з нею використовували для переховування худоби, у менших печерах здійснювали поховання. По Лазневому яру йшла крута стежина до оборонного муру. За ним біля декількох печер надалі існує джерело, біля якого стояла міська лазня. Кушнірський яр також був перегороджений оборонним муром, неподалік якого зберігся караїмський цвинтар. Цей яр далеко вдається в тіло плато і у верхній частині яру в скелі вирубали басейн для замочування і дублення шкір, адже тут караїми займались їхньою обробкою.
У Середньовіччі ландшафт, рослинний покрив плато зазнав значних змін. На плато були вирубані ліси, велось видобуванні каміння для будівництва будівель міста. При цьому було знято майже весь верхній шар інкерманських вапняків, через що на цьому місці виникли карри — карстові поля. Після 1783 із запустінням міста і зменшенням антропогенного відбулось відновлення природних кримських біоценозів. Відкриті карстові поля поступово заросли рослинним покривом, відбулось тривале заліснення ярів до плато дубово-грабовими і дубово-сосновими лісами. Тут переважають дуб пухнастий (Quercus pubescens Willd.), сосна кримська (Pinus nigra ssp. pallasiana), Граб звичайний (Carpinus betulus L.), чагарниковий підлісок з шипшини (Rōsa), ліщини (Corylus avellana L.), плюща (Hedera L.) та інших видів. Рясно покрито рослинністю схили під урвищами навколо плато.
У схилах утворилось близько 80 гротів, печер, навісів породи. Печера Мангупська має 230 м довжини, 10 м глибини і обсяг 1.000 м³. Крім них у плато було вирубано немало штучних печер кринт. Штучні і природні печери використовували для господарських та культових потреб впродовж V ст. — XVIII ст. Житлова забудова міста була розміщена на плато і біля цитаделі на східному мисі, де була пробита в скелі криниця глибиною 24 м для забезпечення міста водою. Загалом у давнину на плато налічувалось близько 15 джерел. Поряд збереглись руїни палацу князів 1425, церкви, цвинтаря XV ст. — XVII ст., мечеті Баязида Святого кінця XV ст., монастиря, виноробні (тара-пану), каземату з амбразурою. Мангуп, як пам'ятка природи, має значне наукове значення для досліджень геології Кримських гір, геологічних практик студентів, дослідження процесів відновлення флори і фауни на раніше загосподарованих людиною теренах. Також це є значна історично-археологічна пам'ятка, де без пізніших нашарувань збереглась урбаністична модель міста XVIII ст. Збереження комплексу Мангуп вимагає виконання природоохоронних робіт з терасування і заліснення схилів, регламентування вирубки дерев, випасу худоби, меліорації.